# Rio Lea (Lugo)

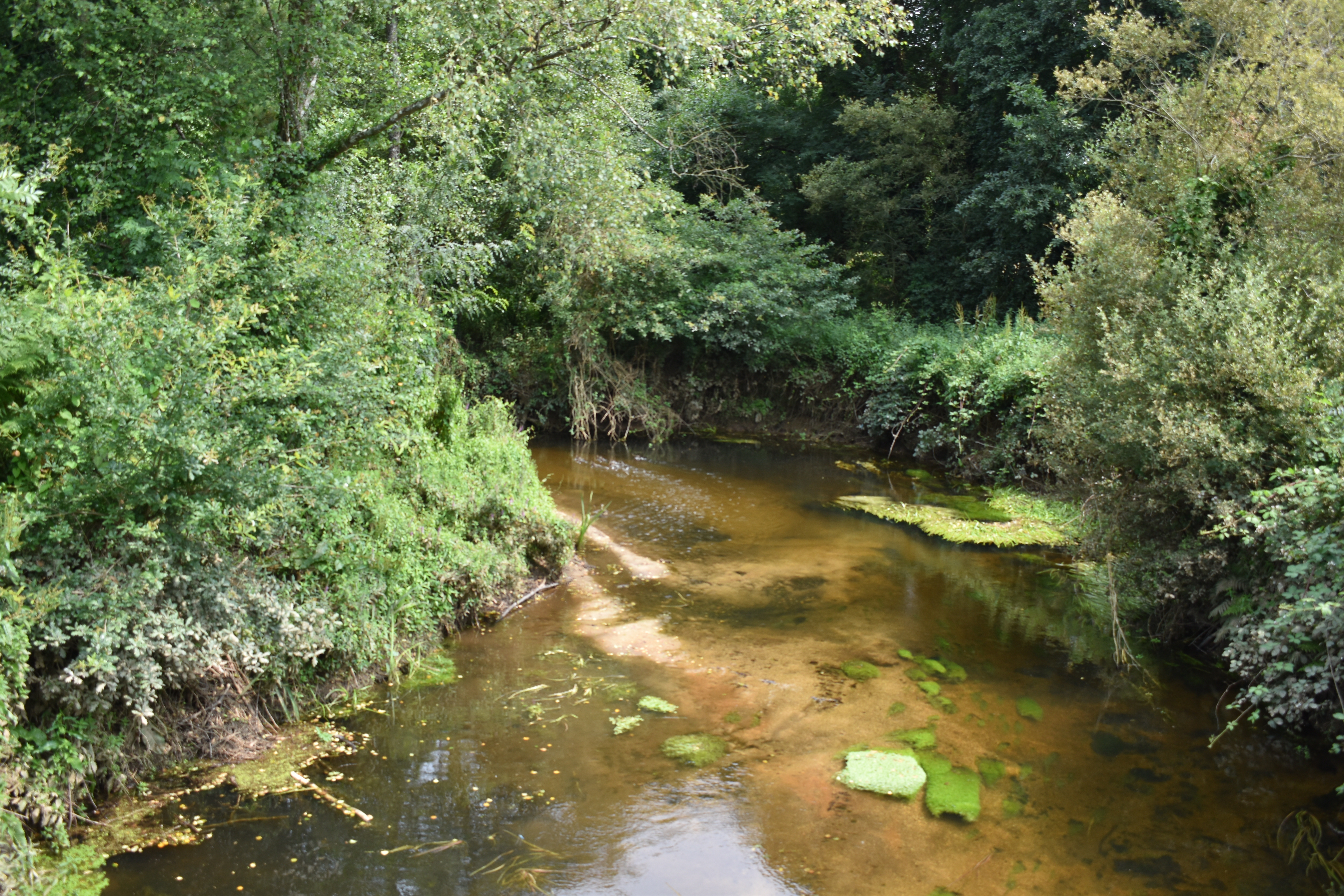

O Rio Lea é um rio da província de Lugo, Galiza, Espanha, afluente do Rio Minho pela sua margem esquerda.